# The Madcap Laughs
The Madcap Laughs ist das Debüt-Solo-Album des Singer-Songwriters Syd Barrett aus dem Jahr 1970. Das Album wurde aufgenommen, nachdem Barrett Pink Floyd, deren Mitbegründer und Frontman er war, 1968 verlassen hatte.
Das Werk weist eine bewegte Entstehungsgeschichte auf. Die Arbeiten am Album begannen im April 1968; gleichwohl wurde es inhaltlich erst im August 1969 fertiggestellt. Syd Barrett benötigte für die Erstellung letztlich vier Produzenten: Peter Jenner, Malcolm Jones, David Gilmour und Roger Waters. Unter den hinzugezogenen Gastmusikern befanden sich Robert Wyatt, Hugh Hopper sowie Mike Ratledge (alle von Soft Machine) und Willie Wilson, mit dem Gilmour bei Jokers Wild gespielt hatte.

## Vorgeschichte zum Album
Syd Barrett verfügte über ein sehr empfindsames Künstlerprofil, welches ihn letztlich sogar zur Legende werden ließ. Sein kaum erschöpfliches und kreatives Kunstbewusstsein, das er auch als Maler auslebte, knüpfte an einem humorvollen und charmanten britischen Bewusstsein an, das voller Skurrilitäten steckte und gelegentlich voller kosmisch-paganistischer Einfälle war. Während der Zeit mit Pink Floyd hatte Syd Barrett dann begonnen, Drogen zu konsumieren, vornehmlich LSD. Barrett unterwarf sich der Droge zunehmend und weil laut Auskunft seiner Bandkollegen Genie und Wahnsinn bei ihm ohnehin nahe beieinander lagen, wirkten die Drogen wie ein Katalysator. Er durchbrach die Schwelle zum Wahnsinn immer häufiger.
Barry Miles, Floyd-Intimus und seinerzeit Korrespondent für EVO in London, erinnert, dass ein Barrett-Freund erlebt habe, dass Syd Barrett bereits 1966 seinen ersten LSD-Trip eingeworfen habe, dem gemeinsame Erfahrungen mit Pilzen und Marihuana vorausgegangen seien. Er erzählte (ins Deutsche übersetzt):

„Wir strebten nach Erleuchtung und wollten, dass jedermann Erfahrungen mit dieser unglaublichen Droge machte. Syd war in jeder Hinsicht sehr selbstsüchtig und verklemmt, und deshalb hielten wir es für eine gute Idee, wenn er es versuchte. Im Nachhinein glaube ich nicht, dass er für diese Erfahrung bereit war, dafür war er einfach zu instabil. Syd war eine sehr schlichte Persönlichkeit, der es immer schwer fiel, mit grundlegenden Erfahrungen zurecht zu kommen.“

In der Zeit zwischen Mitte 1967 und Anfang 1968 – Barrett war noch Bandmitglied von Pink Floyd – wurde sein Verhalten zusehends launischer und unberechenbarer. Konzertbesucher konnten sich bei Bandauftritten davon überzeugen, dass Barrett häufig völlig geistesabwesend war, lediglich einen einzigen Akkord auf der Gitarre anstimmte, oder gar nicht spielte, beziehungsweise nach Gutdünken die Bühne verließ. Im August 1967 erlitt Barrett einen Nervenzusammenbruch, weshalb eine Teilnahme am National Jazz and Blues Festival in Windsor abgesagt werden musste. In diesem Monat kam das Erstlingswerk The Piper at the Gates of Dawn heraus.
Im September 1967 gingen Pink Floyd erstmals auf Tournee in den USA. Barretts Zustand verschlechterte sich nochmals deutlich. Im Fillmore Auditorium entstimmte Barrett während Interstellar Overdrive seine Gitarre. Während das Publikum derartige Eskapaden noch für amüsant hielt, war der Rest der Band fassungslos.
Produzent Peter Jenner hielt eisern an Barrett fest, denn er hoffte noch im Oktober dieses Jahres, dass die begonnenen Songs In the Beechwood und Vegetable Man beendet würden können. Sie blieben letztlich unveröffentlicht.
In der Weihnachtszeit 1967 ging Roger Waters auf seinen alten Schulfreund David Gilmour zu, den er als zweiten Gitarristen für Pink Floyd gewinnen wollte, derweil Syd Barrett kaum mehr disponiert war. Gilmour schlug ein und übernahm bei Konzerten Barretts Part. Barrett selbst wanderte auf den Musikbühnen umher und spielte ausschließlich nach eigenen Eingebungen dann und wann mit. Letztlich wurde er als Live-Musiker ausgebootet.
Es wurde absehbar, dass auf Syd Barrett vollständig zu verzichten sein würde. Der Entschluss dazu stand bereits im Januar 1968. Nach Erscheinen der vornehmlich noch von Barrett geprägten The Piper at the Gates of Dawn, erwies es sich als nicht praktizierbar, nur live auf ihn zu verzichten, auch die Studioarbeit war quasi unmöglich geworden. Anfang April 1968 war Barrett auch offiziell aus der Band ausgeschieden. Gegenüber dem Melody Maker äußerte Barrett hierzu:

“It wasn’t really a war. I suppose it was really just a matter of being a little offhand about things. We didn’t feel there was one thing which was gonna make the decision at the Minute.”

„Es war nicht wirklich ein Krieg. Ich nehme an, es ging nur darum, die Dinge ein wenig beiläufiger zu sehen. Wir hatten nicht das Gefühl, es gäbe da eine Sache, die von einer Minute auf die andere einer Entscheidung bedurft hätte.“

## Produktion des Albums

### Peter Jenner als Produzent

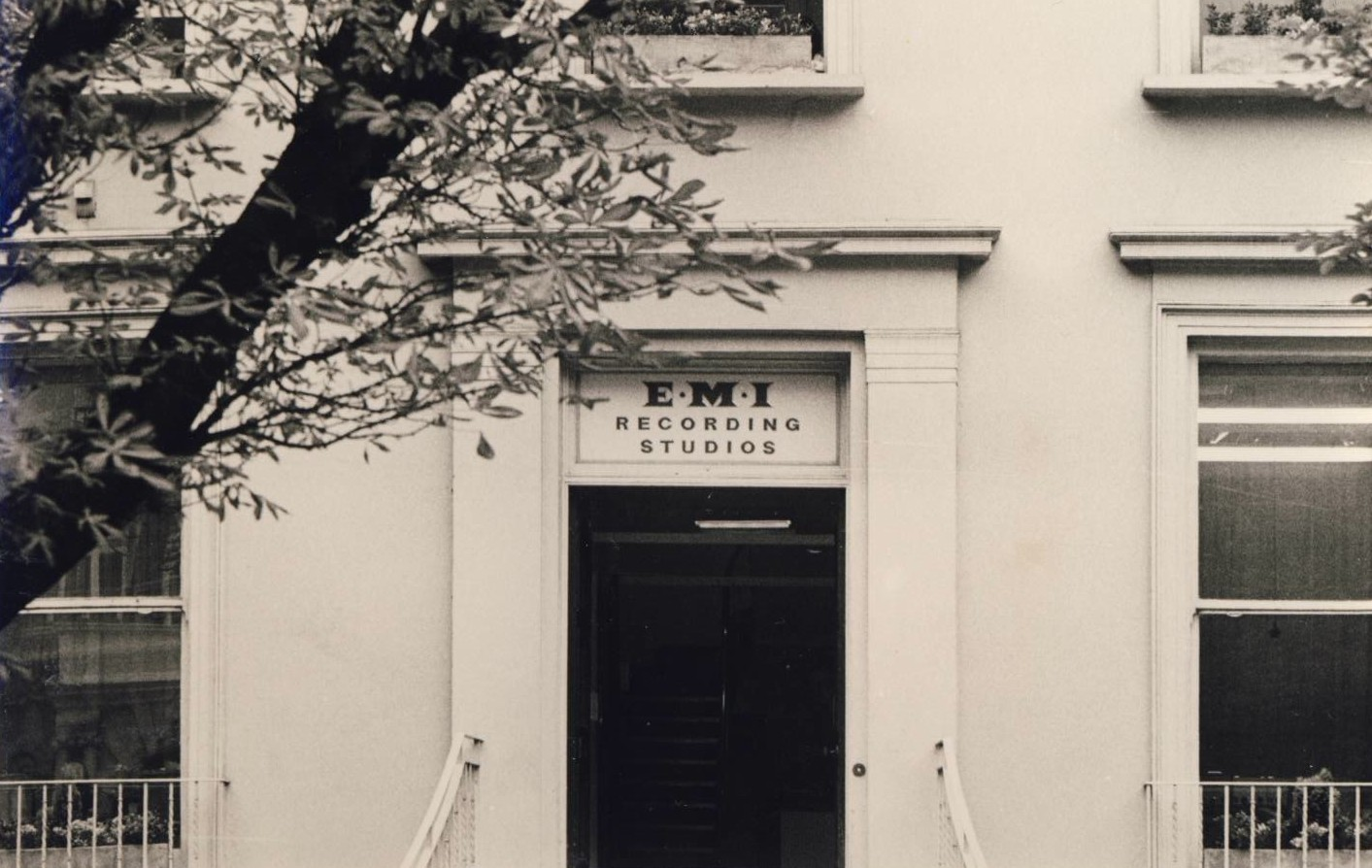
EMI Recording Studios, 1969

Nachdem Barrett Pink Floyd im April 1968 verlassen hatte, beendeten die Produzenten Peter Jenner und Andrew King von Blackhill Enterprises die Zusammenarbeit mit der Band, betreuten weiterhin aber Barrett. Im Mai 1968 lud Jenner Syd Barrett in die Abbey Road Studios ein, um mit ihm Songs einzuspielen, insbesondere bisher nicht fertiggestellte Titel, denn er war davon ausgegangen, dass es Barrett interessieren könnte, die bisherigen Rohfassungen zu veredeln und zu veröffentlichen. Barrett seinerseits verfolgte eher undurchschaubare Pläne. Erste Produktionsversuche verzögerten sich bis Juni/Juli, weil Golden Hair, Late Night, Clowns and Jugglers und Opel zunächst nicht sauber verarbeitet werden konnten, während sich die Zusammenarbeit mit Barrett sehr problematisch gestaltete. Barrett brach die Produktionsarbeiten schließlich ab und verschwand im Mini ziellos mit seiner Freundin, um sich danach in einer psychiatrischen Einrichtung in Cambridge vertraut zu machen.
Anfang 1969 besann sich der Rekonvaleszent darauf, die Arbeit mit Peter Jenner wieder aufzunehmen. Nach anfänglichen Problemen unterzeichnete er einen Vertrag bei EMI und wurde an Malcolm Jones vermittelt, nachdem Jenner und Mitstreiter Norman Smith es abgelehnt hatten, die weitere Arbeit mit Barrett fortzusetzen.

### Malcolm Jones als Produzent

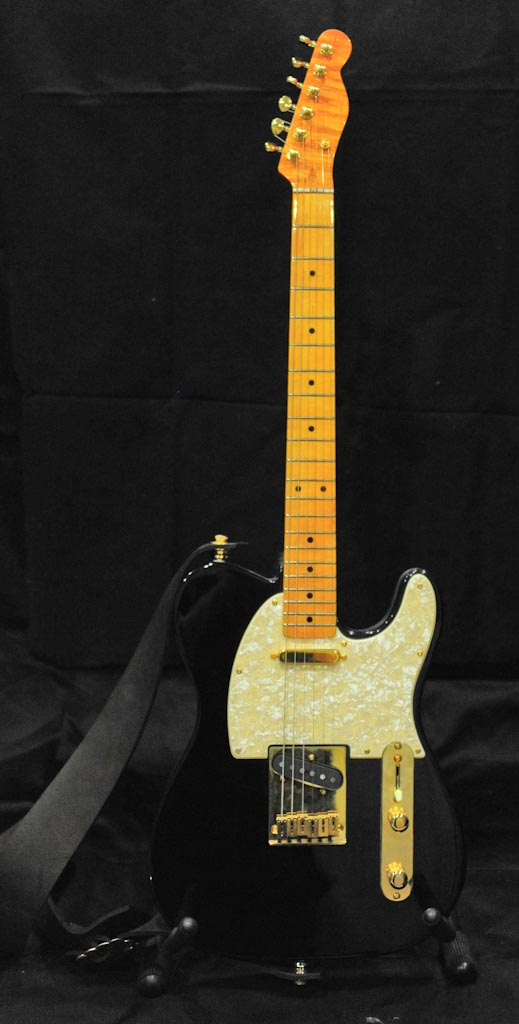
Syd Barrett spielte das Album The Madcap Laughs auf einer Fender Telecaster ein, ähnlich derjenigen auf dem Bild.

Diese begann am 10. April 1969 mit unter Jenner vorproduziertem Material. Neue Songs wurden eingespielt. Late Night verzauberte Jones geradezu, Golden Hair fand er großartig. Die Slide-Gitarre in Late Night bearbeitete Barrett mit einem Feuerzeug, begleitet von sanfter transzendenter Perkussion. Zu Golden Hair tragen Auszüge aus Lean Out of the Window des irischen Schriftstellers James Joyce bei. Neu geschrieben wurden Terrapin und Love You; Swan Lee und Clowns and Jugglers wurden überschnitten und Barrett konzentrierte sich auf die Gitarren- und Gesangsparts von Opel. Jones ließ wissen, dass Barrett in diesen Tagen in großartiger Verfassung gewesen sei (in “great form, and very happy” and “very together”).
Eine Woche später brachte Barrett Musiker mit, so Jerry Shirley von Humble Pie und Willie Wilson von Jokers Wild. Vorgesehen war ursprünglich, den E-Bass einzuspielen. Barrett spielte seine Parts stets live im Studio. Veröffentlicht ist in If It’s in You beispielsweise der falsche Start des Stücks, insbesondere sein verstimmtes Ansingen, auf welches er erkennbar nervös und mit haspelndem Kommentar reagiert. Dann und wann hört man das Rascheln von Notenblättern. Barrett und die Musiker improvisierten in No Man’s Land. Unbehagen bereitete Barretts Attitüde, Überlegenheit zu genießen (“Syd had a terrible habit of looking at you and laughing in a way that made you feel very stupid”).
Here I Go hatte Barrett innerhalb weniger Minuten geschrieben und wurde innerhalb kürzester Zeit zusammen mit No Man’s Land eingespielt. Als Rhamadan überarbeitet werden sollte, ließ Barrett Jones wissen, dass keine weiteren Musiker benötigt würden, denn er habe eine fantastische Idee zur Umsetzung. Zur nächsten Probe erschien er mit einem Kassettenrekorder, auf dem Motorradgeräusche in trostlos suboptimaler Qualität festgehalten waren. Barrett überredete Jones dazu, die Geräusche zu verarbeiten.
Am 25. April 1969 mixte Barrett in Eigenregie Opel ab, weil Malcolm Jones erkrankt war und nicht erscheinen konnte. Im Vorfeld war besprochen, 4-Spur-Aufnahmen von Songs auf 8-Spur-Geräte zu übertragen, um Overdubs vorzubereiten. Das Studio sah es andererseits nicht gern, wenn Barrett bei den Arbeiten unbeaufsichtigt blieb. Gleichwohl befand Jones im Nachgang zu Opel anerkennend: One of the “best and most haunting” songs. Mit Mitgliedern der Band Soft Machine spielte er weitere Songs ein, auch die noch ausstehenden Bass-Partien.
Als David Gilmour Interesse daran bekundete, die Fortschritte Barretts bei den Plattenaufnahmen zu begutachten, bat ihn Barrett inständig, ihm zukünftig behilflich zu sein. Enttäuscht legte Jones daraufhin seinerseits die Projektverantwortung nieder.

### David Gilmour und Roger Waters als Produzenten
Gilmour und Waters waren mitten im Prozess der Erstellung von Ummagumma, als Syd Barrett sich mit der Bitte an die beiden wandte, ihn bei den letzten Produktionsschritten zu seinem Album zu unterstützen. Zur Bestürzung Barretts räumten ihm die beiden Musiker hierfür lediglich zwei Tage ein. Am 12. Juni 1969 wurde Clowns and Jugglers in Octopus umgeschrieben, aufbauend auf der mit Soft Machine erarbeiteten Version. Inhaltlich fußt dieser Song in Auszügen auf dem Gedicht “Rilloby-Rill” des britischen Schriftstellers und Historikers Henry Newbolt. Danach wurde Golden Hair überarbeitet und Long Gone sowie Dark Globe (mit Akkorden im Walzertakt) neu eingespielt. Die beiden Ex-Kollegen spürten den Druck ihrer vertraglichen Pflichten zu Ummagumma, zudem stand eine Tour in den Niederlanden an. Sie hielten daher an den Prioritäten im Sinne ihres eigenen Projekts fest, und erst Ende Juli kamen alle nochmals zusammen, um in weiteren Sessions den Aufnahmen den letzten Schliff zu geben. Anfang August wurden innerhalb von zwei Tagen und innerhalb weniger Stunden erst fünf, dann nochmals drei Songs gemixt und am 6. Oktober von Gilmour und Barrett aufgenommen.

## Veröffentlichung und Nachwirkung
Octopus wurde im November 1969 als Single veröffentlicht; am 3. Januar 1970 dann The Madcap Laughs. Das Album erschien im Januar 1970 in Europa auf dem Underground-Tochterlabel von Columbia, Harvest Records, sowie in den Vereinigten Staaten auf Capitol Records. Dem Album war mit seinem Erscheinen pekuniär ein lediglich bescheidener Erfolg vergönnt. Es erhielt bei den Kritikern jedoch breite Anerkennung. In den USA wurden die Charts verpasst und in Großbritannien gelangte das Album bis auf Platz 40. 1974 wurde die Kompilation “The Madcap Laughs” and “Barrett” (Zusammenführung dieser beiden Alben) auf den Markt gebracht.
Zur Veröffentlichung sagte Gilmour: 

“Perhaps we were trying to show what Syd was really like. But perhaps we were trying to punish him…”

„Vielleicht versuchten wir zu zeigen, wie Syd wirklich war. Aber vielleicht versuchten wir, ihn zu bestrafen…“

Barrett kommentierte: 

“I don’t think it would stand as my last statement.”

„Ich glaube nicht, dass dies meine letzte Aussage ist.“

Waters befand schlicht, Barrett sei ein “genius”. Um bei EMI weiter produzieren zu dürfen, hätte es besserer Verkaufszahlen bedurft. Mitproduzent Jones zeigte sich bestürzt über den unterdurchschnittlichen Produktionsbeitrag der beiden Pink-Floyd-Mitglieder. Gleichwohl promotete er das Album im Melody Maker unter Pseudonym und erklärte dort, dass ein großartiges Album vorliege.
Am 6. Juni 1970 gab Syd Barrett seine einzige Solo-Darbietung des Albums, die am Bahnhof Kensington stattfand und nur Gilmour und Shirley als Mitmusiker aufbrachte. Während des vierten Stücks legte Barrett die Gitarre ab und verließ völlig unerwartet die Bühne. Zu dem Konzert existieren Bootlegs.
Der Melody Maker äußerte zum Erscheinen von The Madcap Laughs:

“The mayhem and madness representing the Barrett mind unleashed”

„Das Chaos und der Wahnsinn, die den Barrett-Geist entfesselten“

## Plattencover
Syd Barrett hatte zu Zeiten der Produktion von The Madcap Laughs eine Wohnung in Wetherby Mansions, Nähe Earls Court in London bezogen. Eigens für das Albumcover hatte er den Boden seines Schlafzimmers in orangen und violetten Streifen gestrichen. Fotograf des Covers war Mick Rock, der für den Rolling Stone arbeitete. Zum Termin traf dieser Barrett in Unterhose und dessen Freundin nackt an. Barrett hatte den Termin vergessen und seine Freundin Evelyn (bekannt als “Iggy the Eskimo”) war gar nicht für das Fotoshooting vorgesehen, wurde aber auf der Rückseite des Covers verewigt.
Das Albumcover wurde von den Grafikdesignern Storm Thorgerson und Aubrey Powell, Begründer der Agentur Hipgnosis, gestaltet.

## Titel
Sämtliche Titel wurden von Syd Barrett geschrieben, mit Ausnahme von Golden Hair (basiert auf einem Gedicht von James Joyce). Die Titel sind dem originär erschienenen Album entnommen.
1. Terrapin – 5:04 min
2. No Good Trying – 3:26 min
3. Love You – 2:30 min
4. No Man’s Land – 3:03 min
5. Dark Globe – 2:02 min
6. Here I Go – 3:11 min
7. Octopus – 3:47 min
8. Golden Hair – 1:59 min
9. Long Gone  – 2:50 min
10. She Took a Long Cold Look – 1:55 min
11. Feel – 2:17 min
12. If It’s in You – 2:26 min
13. Late Night – 3:10

Gesamtspielzeit: 37:47 min

## Personelle Besetzung
- Syd Barrett – Gitarre, Gesang
- David Gilmour – E-Bass, 12-saitige akustische Gitarre, Schlagzeug (auf Octopus)
- Jerry Shirley – Schlagzeug
- Willie Wilson – E-Bass
- Robert Wyatt – Schlagzeug (Titel 2 und 3)
- Hugh Hopper – E-Bass (Titel 2 und 3)
- Mike Ratledge – Keyboard (Titel 2 und 3)

Produzenten und Tontechniker:
- Syd Barrett – Produzent (Titel 7, 8)
- Peter Jenner – Produzent (Titel 13)
- Malcolm Jones – Produzent (Titel 1–4, 6, 12, 13)
- David Gilmour – Produzent (Titel 5, 7–11)
- Roger Waters – Produzent (Titel 5, 9–11)
- Phil McDonald – Tontechniker
- Peter Mew – Tontechniker
- Mike Sheady – Tontechniker
- Jeff Jarratt – Tontechniker
- Tony Clark – Tontechniker

Plattencover:
- Mick Rock – Fotograf
- Storm Thorgerson und Aubrey Powell, Hipgnosis – Cover-Design

## Wiederveröffentlichung
The Madcap Laughs wurde im Schlepptau des bahnbrechenden Erfolges von Pink Floyd mit The Dark Side of the Moon bei Harvest Records 1974 als Doppelalbum Syd Barrett wiederveröffentlicht. A Madcap Laughs war dabei die erste Platte dieses Albums. Das zweite Album war das ebenfalls 1970 erschienene und gleichzeitig letzte Werk von Syd Barrett, Barrett. Auch hierzu hatte Storm Thorgerson das Plattencover entworfen.
1993 wurde das Album neu aufgelegt und erschien im gleichen Jahr unabhängig davon als 3CD-Box Crazy Diamond – The Complete Syd Barrett (neben Barrett und Opel). Im Jahr 2010 wurde das Album das bisher letzte Mal nachbearbeitet.